# 다나카촌 (교토부)
다나카촌(일본어: 田中村)은 일본 교토부 오타기군에 있던 촌이다.

## 지리
다카노강과 가모강이 합류하는 지점 부근을 남단하고 있으며, 다카노강의 동쪽 기슭에 위치한다. 북쪽은 같은 아타고군의 슈가쿠인촌 (현 사쿄구 이치조지), 동쪽은 시라카와촌(현 기타시라카와), 남쪽은 교토시 가미교구 요시다(현 요시다), 서쪽은 고야강을 사이에 두고 아타고군 시모가모촌(현 시모가모)에 둘러싸여 있으며, 마을의 경계는 현 사쿄구 다나카 지구 및 고야 지구(다나카와 및 고야를 마을 이름에 각각 붙인 지역) 에 거의 해당하는 매우 좁은 지역이었다.

## 역사
- 1889년 4월 1일 - 정촌제 시행에 의해 오타기군 다나카촌이 성립하였다.
- 1918년 4월 1일 - 교토시 시모교구에 편입되었다.

## 참고문헌
- 商業興信所編『日本全国諸会社役員録 明治30年』商業興信所、1893 - 1911年。
- 大日本篤農家名鑑編纂所編『大日本篤農家名鑑』大日本篤農家名鑑編纂所、1910年。
- 帝国興信所編『帝国信用録 第30版』帝国興信所、1937年。
- 帝国興信所編『帝国信用録 第32版』帝国興信所、1939年。
- 旧京都府愛宕郡郡役所 『洛北誌：旧京都府愛宕郡村誌』 大学堂書店、1970年（1911年初版の復刻版）。
- 『京都市の地名』 平凡社、1979年。
- 『角川日本地名大辞典26：京都府』（上）（下） 가도카와 쇼텐、1982年。